# Mary Stävin
Mary Ann-Catrin Stävin sinh ngày 20 tháng 8 năm 1957 tại Örebro, Thụy Điển là một diễn viên của Thụy Điển và cũng là cựu Hoa hậu Thế giới 1977. Cô được biết đến khi đóng vai Kimberley Jones trong loạt phim James Bond nổi tiếng, Octopussy và A View to a Kill.
Hiện nay cô đang sinh sống tại Beverly Hills, California với chồng, Nicholas Wilcockson, một doanh nhân người Anh.

## Liên kết
- Mary Stavin trên IMDb
- Mary Stavin - From Sweden With Love

| Tứ đại Hoa hậu (1977)               | Tứ đại Hoa hậu (1977)        | Tứ đại Hoa hậu (1977)        | Tứ đại Hoa hậu (1977)     |
| ----------------------------------- | ---------------------------- | ---------------------------- | ------------------------- |
| Hoa hậu Hoàn vũ Janelle Commissiong | Hoa hậu Thế giới Mary Stävin | Hoa hậu Quốc tế Pilar Medina | Hoa hậu Trái đất không có |